# Коробово (Псковская область)
Коробово — деревня в Шиковской волости Островского района Псковской области.
Расположена в 53 км к востоку от города Острова и в 11 км к северу от волостного центра, деревни Шики.
Численность населения деревни по состоянию на 2000 год составляла 1 человек.